# Милочево
Милочево — село в Гаврилов-Ямском районе Ярославской области России. Входит в состав Ставотинского сельского округа Заячье-Холмского сельского поселения.

## География
Село находится в юго-восточной части области, в зоне хвойно-широколиственных лесов, на правом берегу реки Вьюг, на расстоянии примерно 7 километров (по прямой) к юго-востоку от города Гаврилов-Ям, административного центра района. Абсолютная высота — 124 метра над уровнем моря.

### Климат
Климат характеризуется как умеренно континентальный, с умеренно холодной зимой и относительно тёплым летом. Среднегодовая температура воздуха — 3 — 3,5 °C. Средняя температура воздуха самого холодного месяца (января) — −13,3 °C; самого тёплого месяца (июля) — 18 °C. Вегетационный период длится около 165—170 дней. Годовое количество атмосферных осадков составляет 500—600 мм, из которых большая часть выпадает в тёплый период.

## История
Село известно как минимум с 17-го века. На тот момент им владели Сергей и Савелий Малово. В последствии село стало вотчиной графа И.И.Воронцова.
Церковь в селе построена в 1775 году на средства прихожан - каменная, с ярусной колокольней.  Она заключала один престол во имя святой Живоначальной Троицы.
В 1826 году в Милочево произошло крестьянское восстание - крестьяне отказались платить высокий оброк Воронцовым. Затем во владение селом вступила М.С.Якубовская. Ещё до отмены крепостного права, в 1859 году, она дала вольную своим 149 крестьянам с выделением земли при условии, что они будут содержать народную школу и богадельню.
В конце XIX — начале XX века село входило в состав Ставотинской волости Ярославского уезда Ярославской губернии.
По данным переписных листов за 1897 год, в деревне проживало: 73 мужчины и 78 женщин. Более половины мужчин были грамотными - обучились чтению и письму в земской школе, либо, в единичных случаях - дома. Грамотные женщины встречались куда реже. Основной род деятельности - земледелие, однако, в селе также проживали семьи торговцев, был кузнец, сапожники и работники Локаловской мануфактуры г.Гаврилов-Ям. Старостой деревни был человек из семьи Моругиных - у этой семьи в селе было больше всего домов. Помимо Моругиных, в селе проживали семьи Беловых, Крутовых, Огурцовых, Тетериных, Щербаковых, Фурсовых, Моневых. У некоторых крестьянских семей проживала прислуга. 
С 1929 года село входило в состав Калининского сельсовета Гаврилов-Ямском районе, с 1954 года — в составе Ставотинского сельсовета, с 2005 года — в составе Заячье-Холмского сельского поселения.

## Население
| 1859 | 1914 | 2007 | 2010 |
| ---- | ---- | ---- | ---- |
| 231  | ↗259 | ↘29  | ↘17  |

### Национальный состав
Согласно результатам переписи 2002 года, в национальной структуре населения русские составляли 100 % из 22 чел.